# Criofractura
La criofractura es una técnica utilizada en microscopia electrónica, que consiste en la congelación de muestras biológicas con nitrógeno líquido (-195,8 °C), seguido de un corte o fractura y el sombreado metálico o recubrimiento con carbono de la superficie de la muestra. Luego procediendo a la eliminación del tejido biológico subyacente al sombreado y la observación de esta réplica de la muestra mediante el uso de un microscopio electrónico de transmisión

## Historia
La técnica de la criofractura fue desarrollada de manera temprana en 1957 por el científico Russell Steere, sin embargo no fue hasta 1960, cuando Daniel Branton comienza investigar mediante criofractura y a exhibir las imágenes obtenidas, demostrando que poseían la claridad necesaria para convencer al mundo científico de su utilidad en la investigación. Esta técnica llegó a su auge como fuente de investigación celular en las décadas del 70 y 80, al proporcionar avances en la comprensión de la organización estructural de membranas y organelos imposibles de identificar mediante el uso de otras técnicas existentes.

## Técnica

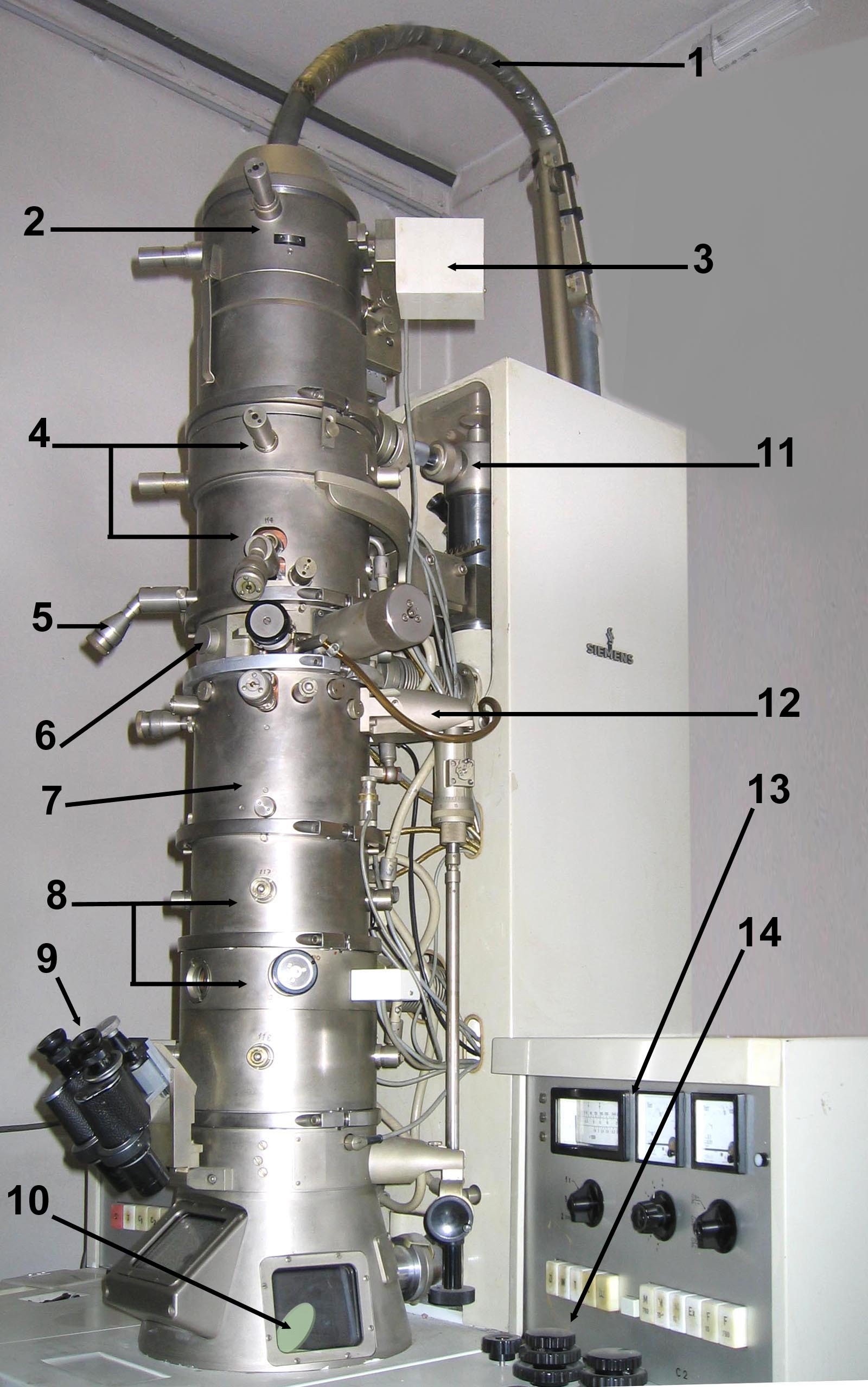
Microscopio electrónico de transmisión. Herramienta utilizada en la visualización de muestras obtenidas mediante criofractura.

Son cuatro los pasos esenciales para la realización de una replica por criofractura:
- 1. Congelación rápida de la muestra: esto se logra sumergiendo rápidamente la muestra (previamente tratada con un crioprotector como el glicerol para evitar la formación de cristales de hielo en el interior de la muestra) en nitrógeno líquido, a una temperatura cercana a los −195,8 °C.

- 2. Fractura de la muestra: se lleva a cabo en condiciones de vacío, bajo una cuchilla de diamante o rompiéndola en un dispositivo de bisagra. También existe la variante simple de la técnica, en que la fracturación se efectúa en una atmósfera de nitrógeno líquido, a una presión de 3 atm con el uso de una cuchilla de afeitar.

- 3. Fijación de platino-carbono: se procede a evaporar una fina capa de carbono - platino sobre la muestra. Así, las características topográficas de la superficie congelada se convierten en variaciones en el espesor de la capa de platino depositada sobre la muestra.

- 4. Limpieza de la réplica: posteriormente a la fijación, la muestra se lleva a presión atmosférica y se le deja calentar a temperatura ambiente. El material biológico restante en la replica es eliminado mediante el empleo de una solución de ácido crómico, hipoclorito de sodio u otros agentes limpiadores.